# Misaki Doi
Misaki Doi (jap. 土居 美咲 Doi Misaki) (ur. 29 kwietnia 1991 w Jokohamie) – japońska tenisistka.

## Kariera tenisowa
Karierę w zawodach ITF rozpoczęła pod koniec 2005 roku w kwalifikacjach w Tokio. Swój pierwszy mecz wygrała w styczniu 2006 roku w tych samych zawodach, pokonując w pierwszej rundzie Australijkę Cassandrę Barr. Osiągnęła wówczas swój pierwszy zawodowy półfinał. Pierwszy w karierze turniej wygrała w Kōfu w 2009 roku, w zawodach z pulą nagród 10 000 $. Na swoim koncie ma wygranych osiem turniejów singlowych i siedem deblowych rangi ITF. W 2010 roku zadebiutowała w głównej drabince turnieju wielkoszlemowego, przechodząc udanie przez kwalifikacje do French Open.
W 2013 roku zwyciężyła w deblowych zawodach WTA 125K series w Nankinie. W finale razem z Xu Yifan pokonały Zhang Shuai i Jarosławę Szwiedową 6:1, 6:4.
Kolejny triumf odniosła w sezonie 2014 w zawodach kategorii WTA International Series w Stambule. Wspólnie z Eliną Switoliną pokonały debel Oksana Kalasznikowa–Paula Kania wynikiem 6:4, 6:0.
W zawodach cyklu WTA Tour Japonka wygrała jeden turniej w grze pojedynczej z trzech rozegranych finałów, w grze podwójnej natomiast zwyciężyła w dwóch turniejach z trzech osiągniętych finałów. W turniejach cyklu WTA 125 zanotowała dwa triumfy spośród czterech finałów singlowych oraz cztery turniejowe zwycięstwa deblowe.

## Historia występów wielkoszlemowych
Legenda
     W, wygrany turniej
     F, przegrana w finale
     SF, przegrana w półfinale
     QF, przegrana w ćwierćfinale
     xR, przegrana w x rundzie
     Qx, przegrana w x rundzie kwalifikacji
     A, brak startu
     NH, turniej nie odbył się

### Występy w grze pojedynczej
| Australian Open        | A | A | A   | A   | Q1  | Q2  | Q1 | 2R | 1R  | Q2 | 1R | 1R  | Q1  | 1R | 1R | 1R  | 1R  | Q2 | 0 / 8  | 1 – 8   |  |  |  |  |  |  |  |
| French Open            | A | A | A   | A   | 1R  | Q2  | Q2 | 1R | 1R  | 2R | 1R | 1R  | Q1  | 1R | 1R | 1R  | 1R  | A  | 0 / 10 | 1 – 10  |  |  |  |  |  |  |  |
| Wimbledon              | A | A | A   | A   | Q3  | 3R  | 1R | 1R | 2R  | 1R | 4R | 1R  | A   | Q2 | NH | 1R  | 1R  | A  | 0 / 9  | 6 – 9   |  |  |  |  |  |  |  |
| US Open                | A | A | A   | A   | Q2  | 1R  | Q1 | 1R | 1R  | 2R | 1R | 1R  | Q1  | 1R | 1R | 2R  | Q3  | A  | 0 / 9  | 2 – 9   |  |  |  |  |  |  |  |
|                        |   |   |     |     |     |     |    |    |     |    |    |     |     |    |    |     |     |    |        |         |  |  |  |  |  |  |  |
| Ranking na koniec roku | – | – | 613 | 200 | 158 | 106 | 97 | 89 | 122 | 60 | 38 | 119 | 139 | 74 | 82 | 105 | 180 | –  | 0 / 36 | 10 – 36 |  |  |  |  |  |  |  |

### Występy w grze podwójnej
| Australian Open        | A | A | A   | A   | A   | A   | A   | 1R  | 1R  | A   | 1R  | 1R  | A   | A   | 3R | 1R  | A  | A | 0 / 6  | 2 – 6   |  |  |  |  |  |  |  |
| French Open            | A | A | A   | A   | A   | A   | A   | 2R  | A   | A   | 2R  | 1R  | A   | A   | 2R | 2R  | 3R | A | 0 / 6  | 6 – 5   |  |  |  |  |  |  |  |
| Wimbledon              | A | A | A   | A   | A   | A   | A   | Q2  | Q1  | 1R  | 2R  | 2R  | A   | A   | NH | 2R  | A  | A | 0 / 4  | 3 – 4   |  |  |  |  |  |  |  |
| US Open                | A | A | A   | A   | A   | A   | A   | A   | 2R  | A   | 1R  | 2R  | A   | A   | A  | 1R  | A  | A | 0 / 4  | 2 – 4   |  |  |  |  |  |  |  |
|                        |   |   |     |     |     |     |     |     |     |     |     |     |     |     |    |     |    |   |        |         |  |  |  |  |  |  |  |
| Ranking na koniec roku | – | – | 593 | 311 | 250 | 518 | 795 | 158 | 101 | 172 | 168 | 192 | 109 | 110 | 80 | 113 | 86 | – | 0 / 20 | 13 – 19 |  |  |  |  |  |  |  |

### Występy w grze mieszanej
Misaki Doi nigdy nie startowała w rozgrywkach gry mieszanej podczas turniejów wielkoszlemowych.

## Finały turniejów WTA
| Legenda                     | Legenda |
| --------------------------- | ------- |
| Wielki Szlem                |         |
| Igrzyska olimpijskie        |         |
| WTA Tour Championships      |         |
| 2009 – 2020                 |         |
| WTA Premier Mandatory       |         |
| WTA Premier 5               |         |
| WTA Premier                 |         |
| WTA International Series    |         |
| WTA 125K series (2012–2020) |         |
| od 2021                     |         |
| WTA 1000 (obowiązkowe)      |         |
| WTA 1000 (nieobowiązkowe)   |         |
| WTA 500                     |         |
| WTA 250                     |         |
| WTA 125                     |         |

### Gra pojedyncza 3 (1–2)
| Końcowy wynik | Nr | Data                 | Turniej    | Nawierzchnia  | Przeciwniczka  | Wynik finału     |
| ------------- | -- | -------------------- | ---------- | ------------- | -------------- | ---------------- |
| Zwyciężczyni  | 1. | 25 października 2015 | Luksemburg | Twarda (hala) | Mona Barthel   | 6:4, 6:7(7), 6:0 |
| Finalistka    | 1. | 14 lutego 2016       | Kaohsiung  | Twarda        | Venus Williams | 4:6, 2:6         |
| Finalistka    | 2. | 15 września 2019     | Hiroszima  | Twarda        | Nao Hibino     | 3:6, 2:6         |

### Gra podwójna 3 (2–1)
| Końcowy wynik | Nr | Data             | Turniej   | Nawierzchnia | Partnerka       | Przeciwniczki                      | Wynik finału   |
| ------------- | -- | ---------------- | --------- | ------------ | --------------- | ---------------------------------- | -------------- |
| Zwyciężczyni  | 1. | 20 lipca 2014    | Stambuł   | Twarda       | Elina Switolina | Oksana Kalasznikowa Paula Kania    | 6:4, 6:0       |
| Finalistka    | 1. | 19 września 2015 | Tokio     | Twarda       | Kurumi Nara     | Chan Hao-ching Chan Yung-jan       | 1:6, 2:6       |
| Zwyciężczyni  | 2. | 15 września 2019 | Hiroszima | Twarda       | Nao Hibino      | Christina McHale Walerija Sawinych | 3:6, 6:4, 10–4 |

## Finały turniejów WTA 125

### Gra pojedyncza 4 (2–2)
| Końcowy wynik | Nr | Data              | Turniej      | Nawierzchnia    | Przeciwniczka      | Wynik finału |
| ------------- | -- | ----------------- | ------------ | --------------- | ------------------ | ------------ |
| Finalistka    | 1. | 22 listopada 2015 | Tajpej       | Dywanowa (hala) | Tímea Babos        | 5:7, 3:6     |
| Zwyciężczyni  | 1. | 19 marca 2016     | San Antonio  | Twarda          | Anna-Lena Friedsam | 6:4, 6:2     |
| Zwyciężczyni  | 2. | 14 lipca 2019     | Båstad       | Ceglana         | Danka Kovinić      | 6:4, 6:4     |
| Finalistka    | 2. | 8 marca 2020      | Indian Wells | Twarda          | Irina-Camelia Begu | 3:6, 3:6     |

### Gra podwójna 5 (4–1)
| Końcowy wynik | Nr | Data                 | Turniej       | Nawierzchnia | Partnerka           | Przeciwniczki                        | Wynik finału      |
| ------------- | -- | -------------------- | ------------- | ------------ | ------------------- | ------------------------------------ | ----------------- |
| Zwyciężczyni  | 1. | 3 listopada 2013     | Nankin        | Twarda       | Xu Yifan            | Zhang Shuai Jarosława Szwiedowa      | 6:1, 6:4          |
| Zwyciężczyni  | 2. | 28 stycznia 2018     | Newport Beach | Twarda       | Jil Teichmann       | Jamie Loeb Rebecca Peterson          | 7:6(4), 1:6, 10–8 |
| Zwyciężczyni  | 3. | 14 lipca 2019        | Båstad        | Ceglana      | Natalja Wichlancewa | Alexa Guarachi Danka Kovinić         | 7:5, 6:7(4), 10–7 |
| Zwyciężczyni  | 4. | 8 lipca 2022         | Båstad        | Ceglana      | Rebecca Peterson    | Mihaela Buzărnescu Irina Chromaczowa | walkower          |
| Finalistka    | 1. | 23 października 2022 | Rouen         | Twarda       | Oksana Kalasznikowa | Nateła Dzałamidze Kamilla Rachimowa  | 2:6, 5:7          |

## Finały turniejów ITF
| turnieje z pulą nagród 100 000 $ (W100)  |
| turnieje z pulą nagród 75/80 000 $ (W80) |
| turnieje z pulą nagród 50/60 000 $ (W75) |
| turnieje z pulą nagród 25 000 $ (W35)    |
| turnieje z pulą nagród 15 000 $ (W15)    |
| turnieje z pulą nagród 10 000 $          |

### Gra pojedyncza 14 (8–6)
| Rezultat     |    | Data       | Turniej    | ($)      | Naw.            | Przeciwniczka    | Wynik            |
| Zwyciężczyni | 1. | 29/03/2009 | Kōfu       | 10 000   | Twarda          | Erika Sema       | 7:5, 6:2         |
| Zwyciężczyni | 2. | 12/07/2009 | Tokio      | 10 000   | Dywanowa        | Sachie Ishizu    | 6:1, 6:4         |
| Finalistka   | 1. | 27/09/2009 | Makinohara | 25 000   | Dywanowa        | Hsieh Su-wei     | 6:2, 5:7, 6:7(4) |
| Finalistka   | 2. | 04/10/2009 | Hamanako   | 25 000   | Dywanowa        | Tomoko Yonemura  | 4:6, 6:7(3)      |
| Finalistka   | 3. | 21/03/2010 | Irapuato   | 25 000   | Twarda          | Monique Adamczak | 6:7(5), 6:2, 2:6 |
| Zwyciężczyni | 3. | 28/11/2010 | Tokio      | 75 000+H | Dywanowa (hala) | Junri Namigata   | 7:5, 6:2         |
| Zwyciężczyni | 4. | 27/04/2014 | Seul       | 50 000   | Twarda          | Misa Eguchi      | 6:1, 7:6(3)      |
| Zwyciężczyni | 5. | 11/01/2015 | Hongkong   | 50 000   | Twarda          | Zhang Kailin     | 6:3, 6:3         |
| Zwyciężczyni | 6. | 17/06/2018 | Kōfu       | 25 000   | Twarda          | Lisa-Marie Rioux | 6:2, 6:3         |
| Finalistka   | 4. | 24/06/2018 | Daegu      | 25 000   | Twarda          | Han Na-lae       | 2:5 krecz        |
| Zwyciężczyni | 7. | 19/08/2018 | Vancouver  | 100 000  | Twarda          | Heather Watson   | 6:7(4), 6:1, 6:4 |
| Zwyciężczyni | 8. | 31/10/2021 | Tyler      | 80 000   | Twarda          | Harriet Dart     | 7:6(5), 6:2      |
| Finalistka   | 5. | 05/03/2023 | Bengaluru  | 25 000   | Twarda (hala)   | Misaki Matsuda   | 5:7, 6:4, 6:7(6) |
| Finalistka   | 6. | 18/06/2023 | Říčany     | 60 000   | Ceglana         | Elvina Kalieva   | 6:7(2), 0:6      |

### Gra podwójna 16 (7–9)
| Rezultat     |    | Data       | Turniej                   | ($)      | Naw.            | Partnerka        | Przeciwniczki                      | Wynik             |
| Zwyciężczyni | 1. | 19/07/2008 | Miyazaki                  | 25 000   | Dywanowa        | Kurumi Nara      | Kimiko Date-Krumm Tomoko Yonemura  | 4:6, 6:3, 10–7    |
| Finalistka   | 1. | 02/05/2009 | Gifu                      | 50 000   | Twarda          | Kurumi Nara      | Sophie Ferguson Aiko Nakamura      | 2:6, 1:6          |
| Finalistka   | 2. | 10/04/2010 | Inczon                    | 25 000   | Twarda          | Junri Namigata   | Irina-Camelia Begu Erika Sema      | 0:6, 6:7(8)       |
| Finalistka   | 3. | 17/04/2010 | Gimhae                    | 25 000   | Twarda          | Junri Namigata   | Chang Kyung-mi Lee Jin-a           | 6:1, 4:6, 8–10    |
| Finalistka   | 4. | 24/04/2010 | Changwon                  | 25 000   | Twarda          | Junri Namigata   | Chang Kyung-mi Lee Jin-a           | 7:5, 3:6, 8–10    |
| Zwyciężczyni | 2. | 08/05/2010 | Fukuoka                   | 50 000   | Trawiasta       | Kotomi Takahata  | Marina Erakovic Aleksandra Panowa  | 6:4, 6:4          |
| Finalistka   | 5. | 14/07/2013 | Pekin                     | 75 000   | Twarda          | Miki Miyamura    | Liu Chang Zhou Yimiao              | 6:7(1), 4:6       |
| Zwyciężczyni | 3. | 23/11/2013 | Toyota                    | 75 000+H | Dywanowa (hala) | Shūko Aoyama     | Eri Hozumi Makoto Ninomiya         | 7:6(1), 2:6, 11–9 |
| Finalistka   | 6. | 04/05/2014 | Gifu                      | 75 000   | Twarda          | Hsieh Yu-chieh   | Jarmila Gajdošová Arina Rodionowa  | 3:6, 3:6          |
| Zwyciężczyni | 4. | 18/02/2018 | Surprise                  | 25 000   | Twarda          | Yanina Wickmayer | Jacqueline Cako Caitlin Whoriskey  | 2:6, 6:3, 10–8    |
| Zwyciężczyni | 5. | 16/06/2018 | Kōfu                      | 25 000   | Twarda          | Misa Eguchi      | Megumi Nishimoto Kotomi Takahata   | 6:3, 6:7(2), 10–8 |
| Finalistka   | 7. | 23/06/2018 | Daegu                     | 25 000   | Twarda          | Shiho Akita      | Chang Kai-chen Hsu Ching-wen       | 1:2 krecz         |
| Zwyciężczyni | 6. | 15/07/2018 | Honolulu                  | 60 000   | Twarda          | Jessica Pegula   | Taylor Johnson Ashley Lahey        | 7:6(7–4), 6:3     |
| Zwyciężczyni | 7. | 20/10/2018 | Suzhou                    | 100 000  | Twarda          | Nao Hibino       | Luksika Kumkhum Peangtarn Plipuech | 6:2, 6:3          |
| Finalistka   | 8. | 30/10/2021 | Tyler                     | 80 000   | Twarda          | Katarzyna Kawa   | Giuliana Olmos Marcela Zacarías    | 5:7, 6:1, 5–10    |
| Finalistka   | 9. | 29/10/2022 | Les Franqueses del Vallès | 100 000  | Twarda          | Beatrice Gumulya | Aliona Bolsova Rebeka Masarova     | 5:7, 6:1, 3–10    |

## Finały juniorskich turniejów wielkoszlemowych

### Gra podwójna (2)
| Końcowy wynik | Rok  | Turniej         | Nawierzchnia | Partnerka    | Przeciwniczki                      | Wynik finału   |
| Finalistka    | 2007 | Wimbledon       | Trawiasta    | Kurumi Nara  | A. Pawluczenkowa Urszula Radwańska | 4:6, 6:2, 7-10 |
| Finalistka    | 2008 | Australian Open | Twarda       | Elena Bogdan | Ksienija Łykina A. Pawluczenkowa   | 0:6, 4:6       |